# 曹建國 (軍人)
曹建国（1955年—），汉族，河北保定人，中国人民武装警察部队武警少將。

## 生平
毕业于国防大学基本系高级指挥专业，是中共党员。曾担任武警宁夏回族自治区总队总队长、陕西省总队总队长。是第十一届全国人大代表。